# Charleston Conservation Park
Charleston Conservation Park är en park i Australien. Den ligger i delstaten South Australia, omkring 32 kilometer öster om delstatshuvudstaden Adelaide.
Närmaste större samhälle är Nairne, omkring 13 kilometer söder om Charleston Conservation Park. 
Trakten runt Charleston Conservation Park består till största delen av jordbruksmark. Runt Charleston Conservation Park är det mycket glesbefolkat, med 5 invånare per kvadratkilometer. Genomsnittlig årsnederbörd är 419 millimeter. Den regnigaste månaden är juli, med i genomsnitt 68 mm nederbörd, och den torraste är december, med 8 mm nederbörd.